# Plus tard tu comprendras
Plus tard tu comprendras (también conocida como Plus tard y Algún día comprenderás) es una película alemana, francesa e israelí dirigida por Amos Gitaï en 2008. Su guion es la adaptación del texto homónimo autobiográfico de Jérôme Clément, quien tiene una breve aparición en la primera secuencia.

## Sinopsis
Victor descubre que una parte de su familia, judía, fue deportada durante la guerra. Trata de saber más sobre ese pasado enterrado interrogando a su madre.

## Reparto
- Hippolyte Girardot: Victor
- Jeanne Moreau: Rivka
- Emmanuelle Devos: Françoise
- Dominique Blanc: Tania
- Daniel Duval: Georges Gornick
- Denise Aron-Schropfer: Sipa Gornick
- Jan Oliver Schroeder: el oficial alemán
- Serge Moati: el farmaceuta
- Mouna Soualem: Esther
- Samuel Cohen: Louis